# 柯季
柯季，又名何季，福建晋江人，明朝政治人物。
永樂十五年，福建丁丑乡试中舉。永樂十九年（1421年）辛丑科進士，授徐聞縣知縣。